# Jakub Husník

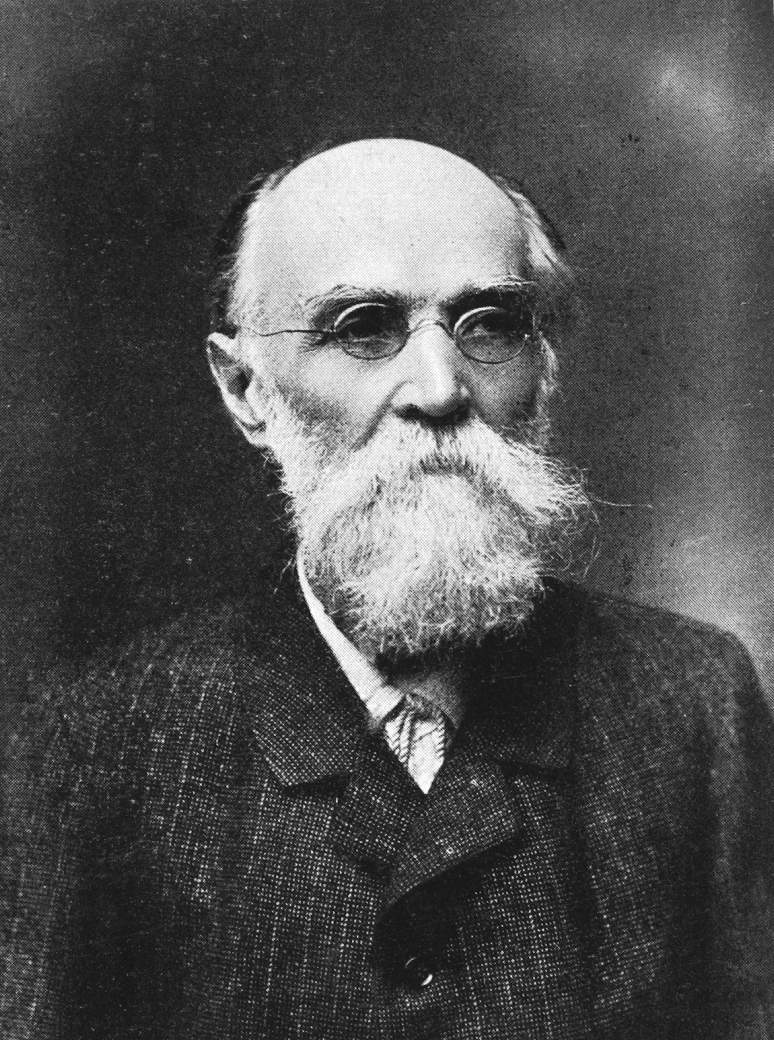
Jakub Husník

Jakub Husník, né le 29 mars 1837 à Vejprnice en Bohême et mort le 26 mars 1916 à Prague dans le quartier de Žižkov, est un peintre et professeur d'art austro-hongrois, actif à Prague, inventeur d'une méthode améliorée de photolithographie.

## Biographie
Jakub Husník est l'un des dix enfants de Vavřinec Husník (1805-1873), un garde forestier de la famille Lobkowitz au château de Konopiště. Il fait ses études au lycée piariste de Prague, puis à l'Académie des beaux-arts de Prague de 1855 à 1859, ainsi qu'à l'Académie des beaux-arts d'Anvers, où il est l'un des élèves du peintre Joseph Van Lerius.
À partir de 1861, il peint des retables dans les églises de la région de Karlovice ; il est nommé en 1864 professeur de dessin au Realgymnasium de Tábor. Il le quitte en 1865 pour se consacrer à la photographie.
Husnik s'est intéressé avant tout aux bases chimiques du développement et de l'impression des photographies. Il reproduit les expériences de William Henry Fox Talbot et d'Alphonse Poitevin ; il améliore le procédé de la photolithographie , met au point en 1868 un procédé de phototypie qu'il vend à Josef Albert qui l'améliore et le commercialise en 1870 sous le nom d'« Albertotypie ».
En 1873, Jakob Husnik est nommé à l'imprimerie royale et impériale de Vienne pour y introduire la phototypie et la photolithographie. Il publie des ouvrages techniques sur la photogravure, la gravure sur zinc, l'héliographie. Il s'installe à son compte à Prague en 1877 avec un atelier de zincographie et de photographie. En 1888, il fonde avec son fils Jaroslav et son gendre Arthur Häussler l'imprimerie d'art Photochemigraphische Hofkunstanstalt Husnik & Häusler.